# آمبوهیباری ووهیلنا
آمبوهیباری ووهیلنا (به لاتین: Ambohibary Vohilena) یک منطقهٔ مسکونی در ماداگاسکار است که در آنالامانگا واقع شده‌است. آمبوهیباری ووهیلنا ۲۷٬۶۵۱ نفر جمعیت دارد و ۹۴۳ متر بالاتر از سطح دریا واقع شده‌است.